# Päpstliches Kanadisches Kolleg
Das Päpstliche Kanadische Kolleg (italienisch Pontificio Collegio Canadese, englisch Canadian Pontifical College) in Rom ist ein Päpstliches Kolleg für Seminaristen und Ordenspriester der Sulpizianer aus Kanada.

## Geschichte
Das Kolleg wurde 1887 von Edward Henry Kardinal Howard gegründet, die Finanzierung übernahm die Ordensprovinz der Sulpizianer in Kanada, denen später auch die Kollegleitung übertragen wurde. Förderer war ebenfalls der kanadische Superior der Sulpizianer Frédéric-Louis Colin PSS. Das Schulgebäude wurde 1887 in der Via delle Quattro Fontane errichtet und 1888 wurden die ersten Studenten eingeschrieben. Am 6. Mai 1932 erhielt das Kolleg durch Papst Pius XI. (1922–1939) den Status zum Päpstlichen Kolleg, der im November 2005 nach einer Untersuchung bestätigt wurde. Der Rückgang an Studienteilnehmern führte 1974 zum Verkauf der eigenen Gebäude, das Kolleg bezog ein Teilgebäude im Päpstlichen Kolleg Nepomucenum in der Via Concordia. 1977 richtete sich das Kolleg in der Via Crescenzio ein, es ist das Generalhaus der Ursulinen-Schwestern vom Heiligen Berg von Varallo. Das heutige Priesterseminar verfügt hier über 21 Zimmer.

## Organisation
Das Kolleg bietet kanadischen Priestern den Erwerb eines akademischen Grades an. Priestern mit einem bereits abgeschlossenen Studium können nach zwei Jahren einen erweiterten Abschluss mit einem Doktorgrad erlangen. Im Studienjahr 2010/2011 sind 24 Teilnehmer eingeschrieben, sie studieren an den verschiedensten Päpstlichen Universitäten in Rom. Die Anschrift lautet: Canadian Pontifical College, Via Crescenzio 75, 000193 Rom, Rektor des kanadischen Kollegs ist seit 2008 Pater Èric Sylvester PSS.

## Persönlichkeiten
- Paul-Émile Kardinal Léger PSS (1904–1991), Kardinal und Erzbischof von Montréal
- Édouard Kardinal Gagnon PSS (1918–2007), Kollegrektor, Kurienkardinal